# 金罗斯黄金
金罗斯黄金公司（Kinross Gold Corporation）是一家加拿大多伦多的金矿、银矿开采公司。其矿山位于巴西、毛里塔尼亚和美国。

## 历史
该公司成立于1993年，由Plexus Resources Corporation、CMP Resources和1021105 Ontario Corp.三家公司合并而成 。1993年6月1日，金罗斯在多伦多证券交易所和纳斯达克上市，1994年在纽约证券交易所上市。其第一个项目是阿拉斯加的露天金矿诺克斯堡金矿。